# Janina (cràter)
Janina és un cràter d'impacte en el planeta Venus de 9,3 km de diàmetre. Porta el nom d'un antropònim polonès, i el seu nom va ser aprovat per la Unió Astronòmica Internacional el 1997.